# Великие Подлески
Великие Подлески (укр. Великі Підліски) — село в Новоярычевской поселковой общине Львовского района Львовской области Украины.
Население по переписи 2001 года составляло 256 человек. Занимает площадь 1,046 км². Почтовый индекс — 80462. Телефонный код — 3254.